# Очите на Тами Фей (филм, 2021)
„Очите на Тами Фей“ (на английски: The Eyes of Tammy Faye) е американска биографична драма от 2021 г. на Майкъл Шоуолтър, сценарият е на Ейб Силвия, и е базиран на едноименния документален филм през 2000 г. на режисьорите Фентън Бейли и Ранди Барбато от World of Wonder. Във филма участват Джесика Частейн, Андрю Гарфийлд, Чери Джоунс и Винсънт Д'Онфорио. Филмът е продуциран от продуцентската компания на Частейн – Freckle Films.
Световната премиера на филма се състои в Международния фестивал в Торонто на 12 септември 2021 г., и излиза на 17 септември 2021 г. от Сърчлайт Пикчърс.